# Neofit II (patriarcha Konstantynopola)
Neofit II, gr. Νεόφυτος Βʹ – ekumeniczny patriarcha Konstantynopola w latach 1602–1603 i 1607–1612.

## Życiorys
Był metropolitą Aten od 1597 r. do dnia 3 kwietnia 1602, kiedy wybrano go patriarchą Konstantynopola. Jego kadencja została przerwana w wyniku różnych oskarżeń i skandali. Początkowo został zesłany na Rodos, a stamtąd do Klasztoru Świętej Katarzyny na Górze Synaj. Został przywrócony na tron patriarszy w dniu 15 października 1607. Prowadził prozachodnią politykę namawiając Filipa II, króla Hiszpanii oraz papiestwo do krucjaty przeciw Turkom. Przysporzyło mu to wielu wrogów wśród społeczności greckiej. W październiku 1612 został zdetronizowany i zesłany na Rodos.